# Łukasz Tusk
Łukasz Maciej Tusk (ur. 24 września 1985 w Opolu) – polski polityk, poseł na Sejm VI i VII kadencji.

## Życiorys
Z zawodu technik agrobiznesu, absolwent Zespołu Szkół Rolniczego Centrum Ustawicznego Liceum Agrobiznesu. Do czasu wyborów w 2007 pracował jako tapicer. W 2011 uzyskał licencjat z zarządzania zasobami ludzkimi w Wyższej Szkole Zarządzania i Administracji w Opolu. Mieszka w Woskowicach Małych.
Wstąpił do Platformy Obywatelskiej, z listy której w 2006 kandydował do sejmiku opolskiego. W wyborach parlamentarnych w 2007, startując w okręgu opolskim, zdobył 20 931 głosów (trzeci wynik w okręgu). W wyborach w 2011 bezskutecznie ubiegał się o reelekcję, zajmując pierwsze niemandatowe miejsce. Posłem został 22 listopada 2013, zastępując Andrzeja Bułę, którego mandat wygasł w związku z powołaniem na urząd marszałka województwa opolskiego. W 2015 nie został wybrany na kolejną kadencję.
Był najmłodszym posłem na Sejm wybranym w wolnych wyborach po 1989. W dniu wyborów w 2007 miał ukończone 22 lata. Jest żonaty.